# Høgefamilien
Høgefamilien (Accipitridae) er en stor familie af rovfugle med omkring 250 arter fordelt på mere end 60 slægter. Den omfatter bl.a. de grupper af fugle, der kendes som ørne, glenter, våger, høge og den gamle verdens gribbe.
Medlemmer af høgefamilien bygger som regel selv en rede i modsætning til den anden store gruppe af rovfugle, falkene. De adskiller sig i øvrigt fra falkene ved at vingens håndsvingfjer oftest er frie.

## Systematik
Det indbyrdes slægtskab mellem høgefamiliens arter er ikke helt klar, selvom der er foretaget flere videnskabelige undersøgelser af fuglenes DNA. Familien bliver inddelt i mindst to underfamilier, men oftest i omkring otte som vist nedenfor. Hvor slægterne kun indeholder en enkelt art, er arten vist i parentes.

- Underfamilie Elaninae, på engelsk: "Elanine Kites"
  - Slægten Gampsonyx (dværgglente, Gampsonyx swainsonii)
  - Slægten Chelictinia (svaleglente, Chelictinia riocourii)
  - Slægten Elanus (4 arter)

- Undefamilie Gypaetinae, hvepsevåger og andre
  - Slægten Henicopernis (2 arter)
  - Slægten Polyboroides (2 arter)
  - Slægten Gypohierax (palmegrib, Gypohierax angolensis)
  - Slægten Gypaetus (lammegrib, Gypaetus barbatus)
  - Slægten Neophron (ådselgrib, Neophron percnopterus)
  - Slægten Eutriorchis (madagaskarslangehøg, Eutriorchis astur)
  - Slægten Chondrohierax (papegøjebaza, Chondrohierax uncinatus)
  - Slægten Leptodon (2 arter)
  - Slægten Pernis (4 arter)
  - Slægten Elanoides (svalehaleglente, Elanoides forficatus)
  - Slægten Hamirostra (glenteørn, Hamirostra melanosternon)
  - Slægten Lophoictinia (glentevåge, Lophoictinia isura)
  - Slægten Aviceda (Øglebaza og 4 øvrige arter)

- Underfamilie Gypinae, den gamle verdens gribbe
  - Slægten Sarcogyps (rødhovedet grib, Sarcogyps calvus)
  - Slægten Trigonoceps (hvidhovedet grib, Trigonoceps occipitalis)
  - Slægten Aegypius (munkegrib, Aegypius monachus)
  - Slægten Torgos (øregrib, Torgos tracheliotos)
  - Slægten Necrosyrtes (hættegrib, Necrosyrtes monachus)
  - Slægten Gyps (8 arter)

- Underfamilie Circaetinae, slangeørne
  - Slægten Spilornis (7 arter)
  - Slægten Pithecophaga (abeørn, Pithecophaga jefferyi)
  - Slægten Terathopius (gøglerørn, Terathopius ecaudatus)
  - Slægten Circaetus (7 arter)

- Undefamilie Harpiinae
  - Slægten Macheiramphus (flagermusglente, Macheiramphus alcinus)
  - Slægten Harpyopsis (papuatopørn, Harpyopsis novaeguineae)
  - Slægten Morphnus (guyanatopørn, Morphnus guianensis)
  - Slægten Harpia (harpy, Harpia harpyja)

- Underfamilie Aquilinae, visse ørne
  - Slægten Nisaetus (10 arter)
  - Slægten Stephanoaetus (kronørn, Stephanoaetus coronatus)
  - Slægten Spizaetus (4 arter)
  - Slægten Lophotriorchis (rødbuget høgeørn, Lophotriorchis kienerii)
  - Slægten Polemaetus (kampørn, Polemaetus bellicosus)
  - Slægten Lophaetus (topørn, Lophaetus occipitalis)
  - Slægten Clanga (3 arter)
  - Slægten Ictinaetus (indisk sortørn, Ictinaetus malayensis)
  - Slægten Hieraaetus (5 arter)
  - Slægten Aquila (11 arter)

- Underfamilie Accipitrinae, høge og kærhøge
  - Slægten Micronisus (gabarhøg, Micronisus gabar)
  - Slægten Urotriorchis (langhalet høg, Urotriorchis macrourus)
  - Slægten Melierax (3 arter)
  - Slægten Kaupifalco (øglehøg, Kaupifalco monogrammicus)
  - Slægten Megatriorchis (doriahøg, Megatriorchis doriae)
  - Slægten Erythrotriorchis (2 arter)
  - Slægten Accipiter (51 arter)
  - Slægten Circus (16 arter)

- Underfamilie Buteoninae, våger, glenter og andre
  - Slægten Milvus (3 arter)
  - Slægten Haliastur (2 arter)
  - Slægten Haliaeetus (10 arter)
  - Slægten Ichthyophaga (2 arter)
  - Slægten Butastur (4 arter)
  - Slægten Ictinia (2 arter)
  - Slægten Busarellus (fiskevåge, Busarellus nigricollis)
  - Slægten Geranospiza (tranehøg, Geranospiza caerulescens)
  - Slægten Rostrhamus (snegleglente, Rostrhamus sociabilis)
  - Slægten Buteogallus (9 arter)
  - Slægten Parabuteo (brunskuldret våge, Parabuteo unicinctus)
  - Slægten Geranoaetus (3 arter)
  - Slægten Pseudastur (3 arter)
  - Slægten Leucopternis (3 arter)
  - Slægten Buteo (29 arter)

Placeringen af flere arter er uklar, f.eks. de to arter i slægten Harpagus (tandglenter).